# Ascension de la roche de Solutré

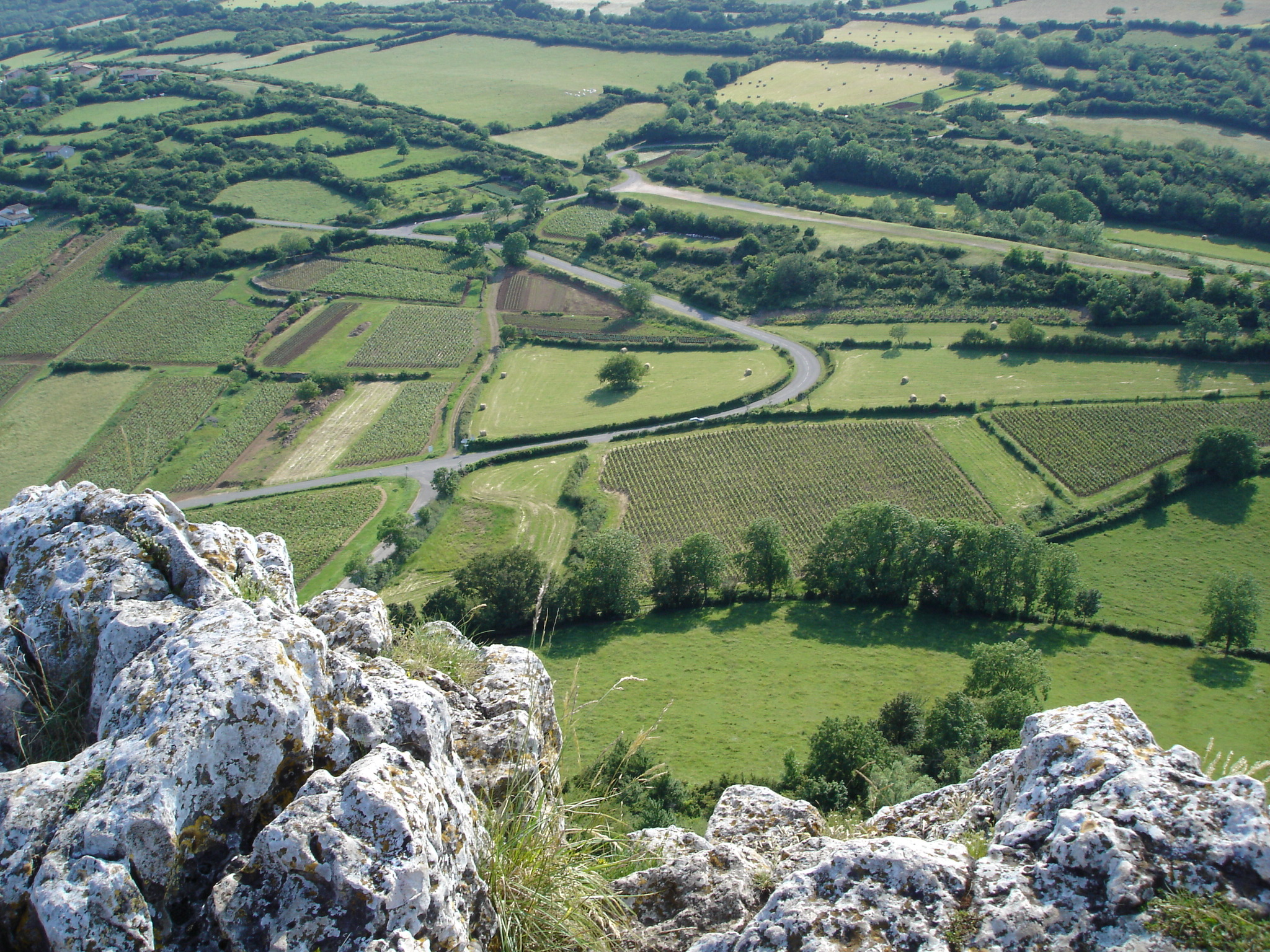
La campagne proche du village de Solutré, vue depuis le sommet.

Pour les articles homonymes, voir Ascension.
L'ascension de la Roche de Solutré est une sorte de « pèlerinage » que François Mitterrand accomplit chaque année entre 1946 et 1995 en gravissant la roche de Solutré située en Bourgogne, près de Mâcon. 

## Présentation
La roche de Solutré est une falaise sise à quelques kilomètres de Mâcon, au cœur du vignoble de Pouilly-Fuissé, célèbre pour son vin blanc et son fromage de chèvre frais servi accompagné de crème. Un musée de la Préhistoire se situe au pied même de cette roche. C'est un site préhistorique qui servit de lieu de passage pour les troupeaux de chevaux sauvages qui allaient boire dans la Saône et que chassaient les hommes du solutréen (paléolithique supérieur).

## Contexte historique
En 1946, Roger Gouze fait découvrir la région à son beau-frère François Mitterrand et le conduit au sommet de la roche de Solutré. Devant le spectacle magnifique, ils se promettent d'y revenir chaque année, d'abord à Pâques puis à la Pentecôte, le soleil étant plus assuré. C'est une promesse faite à la fin de la guerre qu'honorent François Mitterrand et une poignée de camarades, en ce lieu qui représente pour lui une symbolique particulière,.

## L'ascension de François Mitterrand
Cette ascension rituelle de près d'une heure était l'occasion pour les journalistes de faire annuellement  la « chasse aux petites phrases et aux bons mots ». Elle se passait le dimanche de la Pentecôte. François Mitterrand, devant, dépassé parfois par son labrador Baltique, derrière lui, les membres de la famille (parmi lesquels ses beaux-frères Roger Gouze et Roger Hanin) et une cohorte très parisienne d'amis politiques : Jack Lang, Georges Kiejman, Pierre Bergé, Jacques Attali, Pascal Sevran, Claude Estier… À partir de 1981, il y a de plus en plus de journalistes. En 1995, quelques jours après une opération et alors qu'il est affaibli par la maladie, un 4x4 l'emmène jusqu'à la moitié du parcours qu'il ne termine pas. Ses proches effectuent le cinquantième pèlerinage sans lui.

## Lesjournaux télévisésrelatant l'ascension de la roche de Solutré
- JT du 7 juin 1981 archive INA.
- JT du 30 mai 1982 archive INA.
- JT du 22 mai 1983 archive INA.
- JT du 26 mai 1985 archive INA.
- JT du 18 mai 1986 archive INA : présence de Roland Dumas, Jacques Attali, Jack Lang, Claude Estier, Charles Hernu. Les commentaires de François Mitterrand suggèrent sa future solitude que les journalistes politiques rapprochent avec la cohabitation avec la droite et Jacques Chirac.
- JT du 7 juin 1987 archive INA : François Mitterrand critique le gouvernement de Jacques Chirac qui vient de subir une crise politique entre Jacques Chirac et le ministre de la culture François Léotard.
- JT du 22 mai 1988 archive INA.
- JT du 14 mai 1989 archive INA.
- JT du 3 juin 1990 archive INA : François Mitterrand est accueilli par une foule d'agriculteurs manifestants.
- JT du 20 mai 1991 archive INA : l'ascension a lieu le lundi de Pentecôte.
- JT du 7 juin 1992 archive INA : François Mitterrand gravit la roche voisine de Vergisson pour semer la foule et les journalistes.
- JT du 30 mai 1993 archive INA.
- JT du 22 mai 1994 archive INA.
- JT du 4 juin 1995 archive INA : François Mitterrand est trop diminué pour faire l'ascension : il ne fait que quelques pas.